# Ferdinand Hochstetter
Ferdinand Hochstetter (ur. 5 lutego 1861 w Gruszowie, zm. 10 listopada 1954 w Wiedniu) – austriacki anatom. Współautor atlasu anatomii Toldta-Hochstettera.
Urodził się w Gruszowie jako syn przedsiębiorcy Carla Hochstettera (1818–1880) i Justine z domu Bengough. Studiował medycynę na Uniwersytecie Wiedeńskim tytuł doktora otrzymał w 1885. Habilitował się w 1888  pod opieką Emila Zuckerkandla. W 1895 został mianowany profesorem na Uniwersytecie w Innsbrucku. W 1908 powrócił na Uniwersytet Wiedeński jako kierownik II Katedry Anatomii w latach 1908-1932. Nawet po przejściu na emeryturę w 1932 kontynuował pracę naukową w laboratorium.Jego uczniem i asystentem (od 1920) był Eduard Pernkopf (1888–1955).

## Wybrane prace
- Beiträge zur Entwicklungsgeschichte des menschlichen Gehirns (Deuticke, 1919)